# Mattioli Ludovico di Angelo
Mattioli Ludovico di Angelo ou encore Angelo Mattioli, (1481 - v. 1506) était un peintre italien actif surtout en Ombrie.

## Œuvres
- Crocifissione con angeli che raccolgono il sangue di Cristo,Madonna con Bambino in trono tra sant'Andrea e san Sebastiano, église Santa Maria Assunta, Pérouse.
- Cristo Redentore benedicente tra sant'Antonio Abate, la Madonna, san Girolamo e san Francesco d'Assisi, Musée de l'Œuvre du Duomo, Pérouse